# Дружина на одну ніч
«Дружина на одну ніч» (італ. Moglie per una notte) — італійська кінокомедія 1952 року режисера Маріо Камеріні на основі комедії Анни Боначчі «Час фантазії».

## Сюжет
Граф д'Оріджо (Джино Черві), горезвісний гульвіса та ловелас, зваблений привабливою жінкою — Джеральдіною (Надія Ґрей), сподівається спокусити її. Він намагається з'ясувати, хто вона.
Джеральдіна є досвідченою куртизанкою, проте місцевий мер (Паоло Стоппа) каже графові, що вона — Оттавія (Джина Лоллобриджида), дружина його племінника, Енріко (Армандо Франчьолі), молодого композитора. Енріко нещодавно закінчив писати оперу і йому потрібна підтримка графа, щоб поставити її на сцені в Пармі. Дядько Енріко сподівається допомогти йому, використовуючи Джеральдіну, щоб вона могла бути «спокушеною». Перш ніж підкоритися графові, Джеральдіна вимагатиме від графа обіцянки поставити оперу її «чоловіка».

## Ролі виконують
- Джино Черві — граф д'Оріджо
- Джина Лоллобриджида — Оттавія, дружина Енріко
- Надія Ґрей[en] — Джеральдіна
- Армандо Франчолі[it] — Енріко Беллі
- Паоло Стоппа — мер Августо Беллі

## Навколо фільму
- У 1964 році Біллі Вайлдер використав той самий сюжет у Голлівуді як шаблон для своєї комедії «Поцілуй мене, дурнику»[en], події якої розгортаються в другій половині ХХ століття.